# Armando Bacelar
Armando Filipe Cerejeira Bacelar GCIH (Vila Nova de Famalicão, Vila Nova de Famalicão, Santo Adrião, 25 de setembro de 1919 – 2 de setembro de 1998) foi um advogado, escritor e político português.

## Biografia
Ocupou o cargo de Ministro dos Assuntos Sociais no I Governo Constitucional.
A 5 de Dezembro de 1996 foi agraciado com a Grã-Cruz da Ordem do Infante D. Henrique.

## Funções governamentais exercidas
- I Governo Constitucional
  - Ministro dos Assuntos Sociais